# Andreas Coenen
Andreas Coenen (* 15. Februar 1974 in Mönchengladbach) ist ein deutscher Kommunalpolitiker (CDU) und Landrat des Kreises Viersen.

## Werdegang
Coenen studierte nach dem Schulbesuch in Viersen Rechtswissenschaft an den Universitäten Trier, Salzburg und Köln. Nach Referendarzeit und Promotion zum Dr. jur. arbeitete er seit 2002 beim Landkreis Viersen. Coenen war sechs Jahre lang Kreisdirektor und damit allgemeiner Vertreter des Landrates. Seit dem 21. Oktober 2015 ist er Landrat und Verbandsvorsteher des Naturparks Schwalm-Nette. Am 13. September 2020 wurde er als Landrat wiedergewählt.

## Wahlanfechtung
Die Partei Die Linke reichte im Februar 2021 Klage beim Verwaltungsgericht Düsseldorf ein, mit der sie die Gültigkeit der Landratswahl wegen gesetzwidriger Wahlbeeinflussung durch amtliche Stellen anfocht. Hintergrund war eine aus dem Kreishaushalt bezahlte, vierseitige Anzeige des Kreises in einem kostenlos an die Haushalte verteilten Anzeigenblatt, in dem der Kreis die Aktivitäten und Leistungen Coenens als Landrat im Vorfeld der Wahl werbend angepriesen und Werbefotos von ihm verbreitet hatte. Am 28. März 2022 erklärte das Gericht die Landratswahl aufgrund von verdeckter Wahlwerbung durch die Kreisverwaltung zugunsten des ihr vorstehenden Landrats Andreas Coenen für ungültig, da der Kreis hierdurch „gegen die ihm insbesondere in der heißen Phase des Wahlkampfs obliegenden Neutralitätspflicht verstoßen“ habe. Der Kreis Viersen und auch Coenen persönlich legten jedoch Berufung ein, sodass der Fall in zweiter Instanz vor dem Oberverwaltungsgericht Münster verhandelt wurde. Dieses hob am 17. Januar 2023 das vorherige Urteil auf und erklärte die Landratswahl für gültig. Das Gericht sah in der Wahlwerbung zwar eine unzulässige Beeinflussung, aber nicht so schwerwiegend, dass die Wahl wiederholt werden müsste. Dazu fehle es an begründeten Anhaltspunkten für die Annahme, dass die Wahl unter anderen Umständen zu einem anderen Ergebnis geführt haben könnte.

## Privates
Andreas Coenen lebt in Viersen, ist verheiratet und hat zwei Kinder.

## Veröffentlichung
- Die Strafbarkeit von Verstößen gegen das Haushaltsrecht bei der Bewirtschaftung öffentlicher Mittel. (Diss. jur. Köln)